# Oskari Paatela

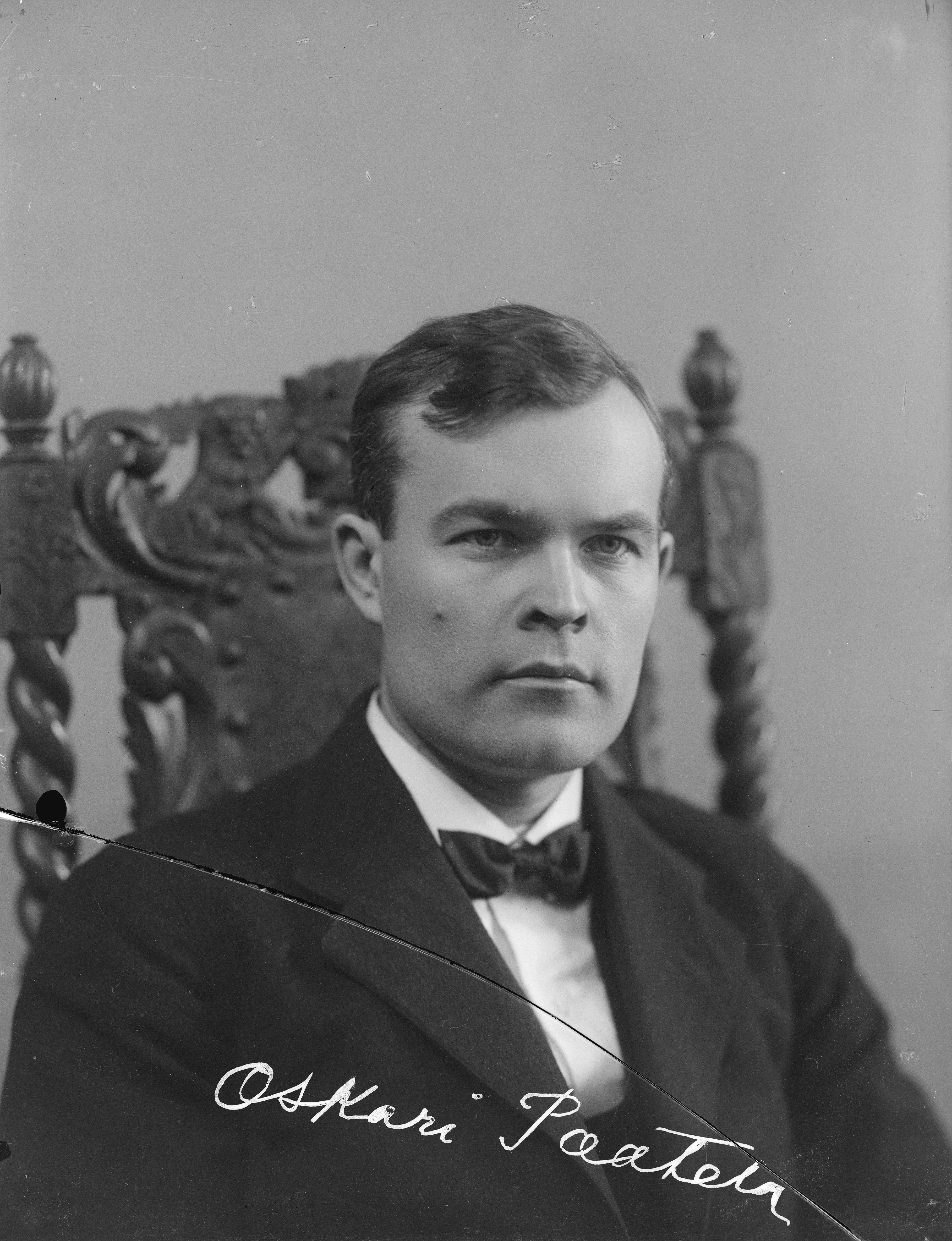
Oskari Paatela vid 1920-talet.

Oskari Paatela, född Frans Oskar Pavén 14 september 1888 i Helsinge kommun, död 25 februari 1952 i Vasa, var en finländsk målare.
Paatela studerade i Helsingfors och Paris, där han även ställde ut bilder. Han framträdde först med djur- och genremålningar, samt interiörer och exteriörer, men övergick senare till religiös konst och utförde bland annat altartavlor i Alavo och Vederlax samt fresker i KFUM-byggnaden i Helsingfors.